# SV Würmla
Der Sportverein Würmla ist ein österreichischer Fußballverein aus Würmla in Niederösterreich.

## Geschichte
Als Reaktion auf die neu gegründete Sportanlage in Würmla, gründeten Gemeinderatsmitglieder der Stadt den Sportverein Würmla, der im Jahre 1969 erstmals in der untersten Liga, der 2. Klasse Wienerwald spielte. Erst nach acht Jahren gelang ihm der erste sportliche Erfolg: Der Aufstieg in die 1. Klasse Nordwest. Aufgrund einer Ligareform stieg der Verein in der Saison 1986/87 in die Unterliga Nordwest-Waldviertel auf, wo er dann nach nur zwei Jahren seinen ersten Meistertitel in der Unterliga im Jahre 1989 feiern konnte und dadurch in die Oberliga West aufstieg. 1994 kamen dann die ersten großen Jahre des Vereines: Als Vizemeister konnten er sich in der Relegation den Aufstieg in die 2. Landesliga sichern. Bereits im nächsten Jahr konnte der SV Würmla erneut als Vizemeister und wieder durch die Relegation in die 1. Landesliga aufsteigen. In der darauffolgenden Saison belegte der Sportverein den 3. Tabellenplatz und wurde dank einer neuen Ligareform in die Regionalliga Ost – der dritthöchsten Spielklasse Österreichs – versetzt. Obwohl Würmla mehrmals als Abstiegskandidat galt, konnte sich der Verein bis 2001 in der Ostliga behaupten, bis man dann allerdings wieder in die Landesliga absteigen musste. 2004 gelang Würmla der Wiederaufstieg, bei dem als Tabellendreizehnter die Klasse gehalten werden konnte. Nach sechs Saisonen in der Regionalliga erfolgte 2010 der abermalige Abstieg in die Landesliga.

## Stadion

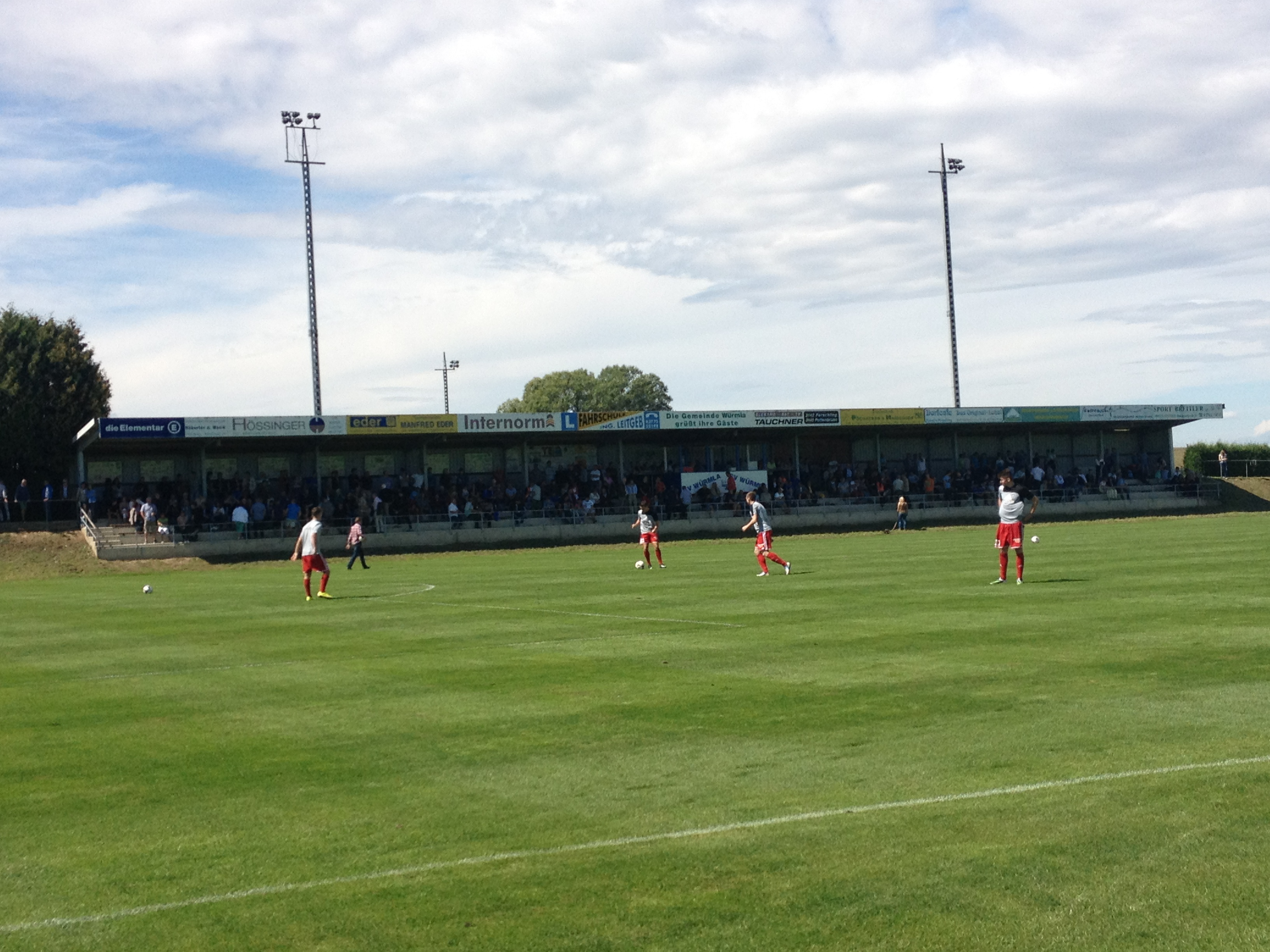
Die Haupttribüne

Der SV Würmla bestreitet seine Heimspiele in der Sportanlage SV Würmla. Die Sportanlage besitzt jedoch nur eine Tribüne mit 1.500 Plätzen.

## Erfolge
- Meister der 1. NÖ Landesliga: 2 × (1997, 2004)